# Vyšný Mirošov
Vyšný Mirošov, v letech 1927–1965 dvojjazyčně Vyšný Mirošov/ Vyšnyj Mirošov (maďarsky Felsőmerse –- do roku 1907 Felsőmirossó) je obec v okrese Svidník na Slovensku. Obec se nachází v severní části Nízkých Beskyd. Území obce je hornaté a poměrně zalesněné, zejména na severu, kde území obce leží na státní hranici s Polskem.

## Historie
První písemná zmínka o obci pochází z roku 1567, kdy obec byla uvedena jako Felsö Meraso. V té době patřila k panství Makovica, v 18. století Aspremontům a v 19. století Szécsényům.
V roce 1787 měla obec 74 domů a 474 obyvatel, v roce 1828 zde bylo 110 domů a 804 obyvatel, kteří se živili lesnictvím a chovem dobytka a jako tkalci. V druhé polovině 19. století došlo k několika vlnám emigrace. Během první světové války (v letech 1914-1915) byla obec dočasně obsazeno ruskými vojsky.
V roce 2000 zde byl postaven nový řeckokatolický chrám.

## Pamětihodnosti
- Pravoslavný (dříve řeckokatolický) chrám sv. Kosmy a Damiána, jednolodní pozdněklasicistní stavba z druhé poloviny 19. století se segmentovým ukončením presbytáře a věží tvořící součást její hmoty. Úpravami prošel na začátku 20. století. Interiér je plochostropý. Nachází se zde baldachýnový oltář s obrazem Ukřižování z doby vzniku chrámu (obnovený byl v první polovině 20. století) a ikonostas z první poloviny 19. století, tedy ještě z předchozího dřevěného chrámu.[3] Fasády jsou hladké s půlkruhově ukončenými okny a výraznými opěrnými pilíři. Věž je členěna lizénovým rámem a ukončena zvonovitou helmicí s laternou a malou cibulí.
- Vojenský hřbitov z první světové války. Obnoven byl v letech 2005 až 2008.

## Galerie

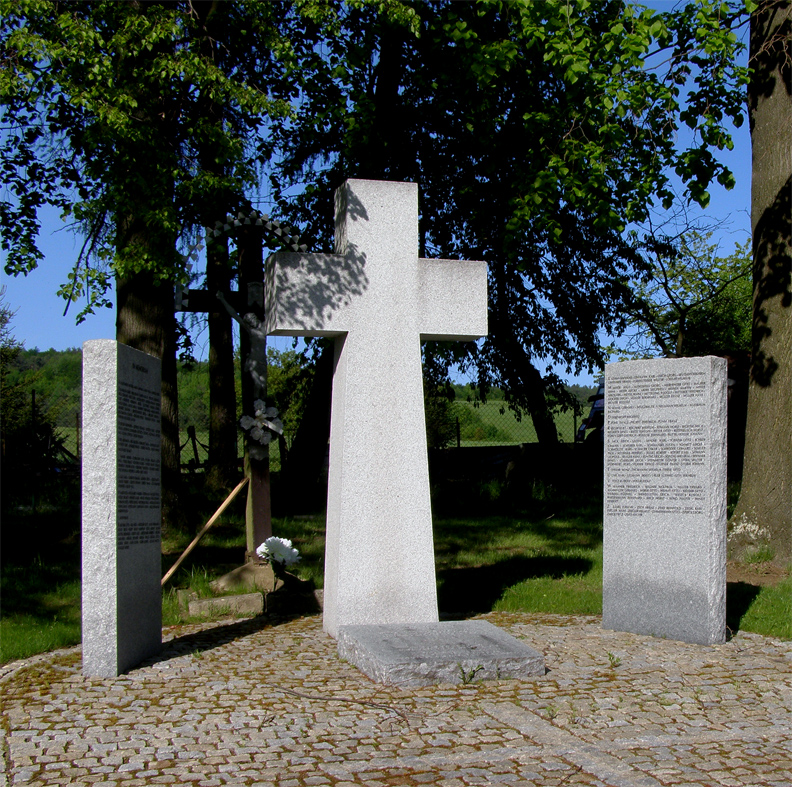
Vojenský hřbitov
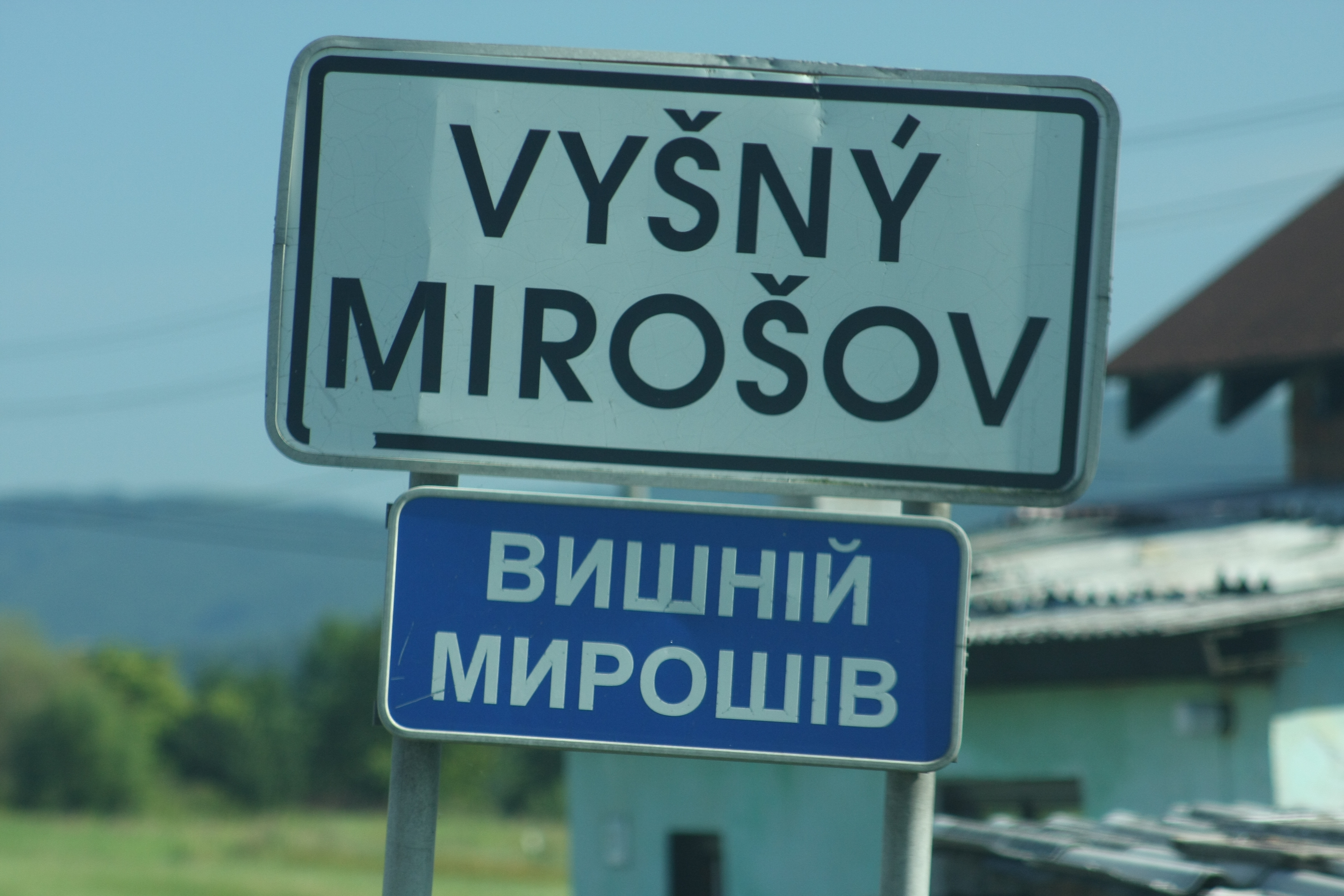
Dopravní značka označující začátek obce